# Districtul Ammi Moussa
Ammi Moussa este un district din provincia Relizane, Algeria.